# Castell d'Urspelt
El Castell d'Urspelt (en francès: Château d'Urspelt) està situat a la vila d'Urspelt a uns 3 km al nord-est de Clervaux al nord de Luxemburg. Encara que el castell té una història d'almenys tres segles enrere, l'edifici actual data de 1860. Després dels treballs de restauració integral i addicions, recentment va obrir les portes com a hotel i centre de reunió.

## Història
Els orígens del castell es remunten a més de 300 anys, quan era una petita casa de pagès. Després, el 1860, Amand Bouvier la va ampliar considerablement. Va dissenyar un nou jardí, ara un dels parcs més notables de la zona, amb les seves avingudes i oms. Quan Bouvier va morir el 1900, va deixar una magnífica finca al seu nebot Alfred Bouvier però ell i els seus descendents no van mostrar molt d'interès en la propietat. Durant la Segona Guerra Mundial, els alemanys van utilitzar el castell com la seva seu del nord de Luxemburg fins que van ser obligats a abandonar pels americans durant la batalla de les Ardenes a l'hivern de 1944. Després de la guerra, el castell va caure en mal estat i va ser utilitzat como un pavelló de caça. Cap al final del segle xx, l'edifici abandonat va ser envaït cada vegada més per la bardissa circumdant.
Finalment, a l'agost de 2005, Freddy Lodomez va comprar la propietat i tot seguit va manar realitzar un treball integral de restauració, que es va prolongar durant tres anys, ja que l'edifici va ser habilitat com a hotel de luxe. Un pou antic, que va ser trobat i restaurat, pel que sembla, es remunta a una fortalesa del segle xi. Una segona torre es va afegir a l'extrem llunyà del castell per allotjar un ascensor.